# Championnats du monde de triathlon longue distance 2015
Navigation
Édition précédente Édition suivante
Les championnats du monde de triathlon longue distance 2015, vingt-deuxième édition des championnats du monde de triathlon longue distance, ont lieu les 27 et 28 juin 2015 à Motala, en Suède.

## Palmarès

### Elites
| Rang | Nom                 | Temps           |
| ---- | ------------------- | --------------- |
| 1    | Cyril Viennot       | 4 h 54 min 33 s |
| 2    | Martin Jensen       | 4 h 54 min 45 s |
| 3    | Joe Skipper         | 4 h 55 min 10 s |
| 4    | Ruedi Wild          | 4 h 55 min 42 s |
| 5    | Patrik Nilsson      | 4 h 56 min 40 s |
| 6    | Ronnie Schildknecht | 4 h 58 min 23 s |
| 7    | Joseph Gambles      | 4 h 58 min 50 s |
| 8    | Filip Ospaly        | 5 h 01 min 45 s |
| 9    | Samuel Betten       | 5 h 03 min 33 s |
| 10   | Andrej Vistica      | 5 h 04 min 01 s |

| Rang | Nom                     | Temps           |
| ---- | ----------------------- | --------------- |
| 1    | Mary Beth Ellis         | 5 h 24 min 25 s |
| 2    | Camilla Pedersen        | 5 h 31 min 48 s |
| 3    | Kaisa Lehtonen          | 5 h 33 min 41 s |
| 4    | Gurutze Frades Larralde | 5 h 48 min 25 s |
| 5    | Eva Nyström             | 5 h 50 min 04 s |
| 6    | Camilla Lindholm        | 5 h 52 min 35 s |
| 7    | Hanna Maksimova         | 5 h 54 min 22 s |
| 8    | Ewa Bugdol              | 5 h 56 min 14 s |

## Distances
| Distances course (kilomètres) | Distances course (kilomètres) | Distances course (kilomètres) |
| Natation                      | Vélo                          | Course à pied                 |
| ----------------------------- | ----------------------------- | ----------------------------- |
| 1,5                           | 120                           | 30                            |